# Кабо, Джимми
Джи́мми Кабо́ (фр. Jimmy Cabot; 18 апреля 1994, Шамбери) — бывший французский футболист, правый защитник.

## Биография
Джимми Кабо является воспитанником футбольной академии клуба «Труа». Начиная с сезона 2012/13 футболиста начали привлекать в первую команду. Первую игру на профессиональном уровне Кабо провел в январе 2013 года.
В январе 2016 футболист присоединился к клубу Лиги 1 «Лорьян», в котором провел пять сезонов, сыграв более ста матчей. По результатам сезона 2016/17 «Лорьян» вылетел в Лигу 2, но сам Кабо продолжил играть в команде.
В сентябре 2020 года Кабо перешел в «Анже», с которым подписал трехлетний контракт. В июне 2022 года футболист стал игроком «Ланса». Но в октябре во время матча против «Монпелье» Кабо получил тяжелую травму колена, из-за которой выбыл из игры до конца сезона.